# Dermophis glandulosus
Dermophis glandulosus är en groddjursart som beskrevs av Taylor 1955. Dermophis glandulosus ingår i släktet Dermophis och familjen Caeciliidae. IUCN kategoriserar arten globalt som otillräckligt studerad. Inga underarter finns listade i Catalogue of Life.